# Мухаммад-шах III
Мухаммад-шах III (*1496 — 26 червня 1539) — 12-й султан Гуджарату в 1537 році.

## Життєпис
Походив з династії Тимуридів. Онук Хусейна Байкари, еміра Хорасану. Син Баді аз-Замана. Народився 1496 року в Гераті, отримавши ім'я Мухаммад Заман і титул мірза. Здобув всебічну освіту.
1506 року його батько успадкував владу над Хорасаном. 1507 року той зазнав поразки від хана Мухаммеда Шейбані, після чого з родиною втік до Кандагару. Баді аз-Заман продовжив боротьбу, а Мухаммад заман залишався в Кандагарі під опікою місцевого еміра Мухаммеда Мукіна.
Про діяльність до 1522 року нічого невідомо, можливо у 1510-х роках приєднався до Бабура з іншої гілки династії Тимуридів, що на той час захопив Кабул. На це вказує, що 1517 року Мухаммад Заман Мірза пошлюбив доньку Бабура — Масуму-Султан-бегум. 1522 року брав участь у захопленні Кандагару. 1526 року брав участь у військовій кампанії проти Делійського султанату.
1530 року після смерті Бабура повстав проти його сина хумаюна, але зазнав поразки й запроторений за грати в Баяні. 1532 року втік звідси до Гуджаратського султанату, де був добре прийнятий володарем Бахадур-шахом. Отримав в підпорядкування частину військ. У 1535 і 1536 роках брав участь у війні проти Хумаюна.
1537 року після загибелі султана висунув претензії на трон на основі того, що мати Бахадур-шаха ще за життя того начебто всиновила Мухаммад Заман Мірзу, таким чином він став членом династії Музафффаридів. Прийняв ім'я Мухаммад-шах III.
Не знайшов значної підтримки серед гуджаратської знаті, яка запросила на трон хандеського султана Мірана Мухаммад-шаха I (небожа за жіночою лінією Бахадур-шаха), але той помер неподалік від гуджаратського кордону. Тоді султаном було оголошено іншого небожа — Махмуд-шаха III. Але Мухаммад-шах III продовжив боротьбу, уклавши договір з португальським губернатором Нуну да Куньєю, який в саме в цей час продовжував облогу Діу. Султан поступився португальцям Діу, Мангролом, Даманом і смугою землі вздовж усього узбережжя в обмін на їхню військову підтримку. Проте до кінця року зазнав поразки й втік до Делі
Отримав прощення та приєднався до війська Хумаюна, що в цей час боровся проти Шер Шаха Сурі. Загинув у битві біля Чауса (регіон Біхар) під час поразки від військ Сурі.